# Manrico Ducceschi
Manrico «Pippo» Ducceschi (Capua, 11 de septiembre de 1920 - Lucca, 24 de agosto de 1948) fue un comandante partisano que luchó en la Resistencia italiana contra los nazis y los fascistas.

## Biografía
Hijo de Fernando y Matilde Bonaccio, naturales de Pistoia, Pippo nació en Campania. Su infancia y adolescencia transcurrió en Pistoia, dónde estudió bachillerato en el Instituto Forteguerri. Matriculado en Filosofía y Letras en Florencia, no terminó sus estudios porque fue llamado a filas.

## La Resistencia
Durante la Segunda Guerra Mundial, regresa en septiembre de 1943 a su ciudad, donde retoma su relación con excompañeros de estudios, militantes de los grupos "Giustizia e Libertà" de Florencia, cercanos al Partito d'Azione. 
Manrico tomó un rol de comandante, utilizando el nombre de batalla Pippo, de la formación "XI Zona Patriotas", que operaban en la zona de Garfagnana, la valle del Serchio, Valdinievole, Montagna Pistoiese, que contó entre su fila a accionistas, católicos, badogliani, y algunos socialistas y comunistas. La formación de Pippo fue protagonista de empresas heroicas, sin nunca padecer derrotas. 
Fue una de las formaciones toscanas que participó en la insurrección de Milán, el 25 de abril de 1945. Durante la lucha de resistencia, su equipo estaba relacionado con el equipo comandado por Silvano Fedi que actuó en los alrededores de Pistoia, mientras el equipo de  Ducceschi actuaba principalmente en la montaña, datos que son confirmados por el testimonio de Enzo Capecchi, vicecomandante de los "Squadre Franche" de Fedi. Capecchi cuenta, en uno de sus libros, que parte del "botín" obtenido por las incursiones de Silvano Fedi y sus compañeros efectuadas en la Fortaleza Santa Bárbara de Pistoia, muchas veces era compartido con el comandante "Pippo" para ayudar los grupos que, actuando en la montaña, tenían pocas posibilidades de hallar víveres, armas etcétera.
La independencia de Pippo encontraba resistencia en su relación con las Brigadas Garibaldi, de matriz socialcomunista. Al terminar la guerra, Pippo fue condecorado con la Medalla Estrella de Bronce al valor militar de parte de los Aliados, pero no tuvo ningún reconocimiento de parte de las organizaciones partisanas, predominantemente conducidas por exponentes comunistas. El roce todavía se hizo más áspero cuando Pippo declaró que habría denunciado abusos de algunos grupos resistenciales.

## Una muerte misteriosa
Pippo fue encontrado por el padre ahorcado en su casa de Lucca. La hipótesis del suicidio, apoyada por los investigadores, no pudo ser demostrada fehacientemente.